# Synasterope cushmani
Synasterope cushmani är en kräftdjursart som beskrevs av Louis S. Kornicker 1974. Synasterope cushmani ingår i släktet Synasterope och familjen Cylindroleberididae. Inga underarter finns listade i Catalogue of Life.